# Violas portuguesas

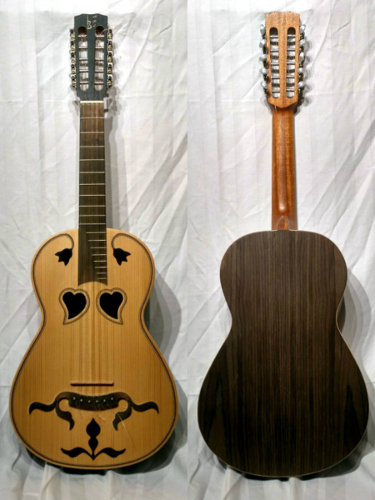
Viola amarantina

As violas portuguesas são um conjunto de instrumentos musicais de Portugal, todas diferentes entre si mas estreitamente aparentadas.
Trata-se de cordofones beliscados, com a caixa em forma de “8”, e ordens duplas (às vezes triplas) de cordas. Apesar de a caixa ter a forma de “8”, estes instrumentos não estão relacionados com a guitarra (violão). Enquanto que a guitarra foi introduzida em Portugal no séc. XVIII a partir de França e tem 6 cordas simples, as violas portuguesas são mais antigas, desenvolveram-se a partir da vihuela ibérica, são menores e têm 5 cordas duplas. Devido ao uso generalizado em Portugal da palavra “viola” para designar a guitarra, é comum chamar a estas violas de “violas de 10 cordas”. No entanto, não há registos de serem chamadas “guitarras de 10 cordas”.
Segundo Veiga de Oliveira, as violas podem agrupar-se em dois grandes grupos conforme o formato da caixa: o grupo das violas de enfranque acentuado, nas terras do interior, e o grupo das violas de pequeno enfranque, com a caixa com a forma de um “8”, mas com proporções mais estreitas que a guitarra (embora, modernamente, se construam violas com proporções similares à guitarra), nas terras do litoral e nas ilhas. Algumas delas encontram-se em vias de extinção, mas outras continuam gozando de grande popularidade, apesar de estarem adstritas à interpretação de música popular. De Portugal, estes instrumentos foram levados para o Brasil onde se transformaram na viola caipira ou viola sertaneja.

## Viola amarantina
A viola amarantina, também designada de viola de Amarante, viola de dois corações ou simplesmente viola é típica da região do Douro Litoral. É tocada de rasgado, com todos os dedos percorrendo as cordas. Também em Cabo Verde chegou a construir-se violas amarantinas no início do séc. XX, sendo aí chamadas simplesmente de “violas”. A sua construção e uso andou um pouco estagnada, e a designação “viola” passou a ser usada para a guitarra de 12 cordas. No entanto, nos últimos tempos, os instrumentos tradicionais portugueses, sobretudo os cordofones, têm vindo a ser mais divulgados e utilizados, sem excepção para esta viola.

### Descrição
O seu comprimento é de cerca de 90 cm. A boca geralmente tem a abertura com a forma de dois corações. A escala é saliente em relação ao tampo, e estende-se por cima deste até à boca. A cabeça geralmente é plana, ligeiramente inclinada em relação ao braço, e com uma forma retangular, com uma fenda longitudinal e com cravelhas. Excecionalmente, a cabeça pode ter a forma de leque, similar à guitarra portuguesa. O cavalete também é extremamente trabalhado.

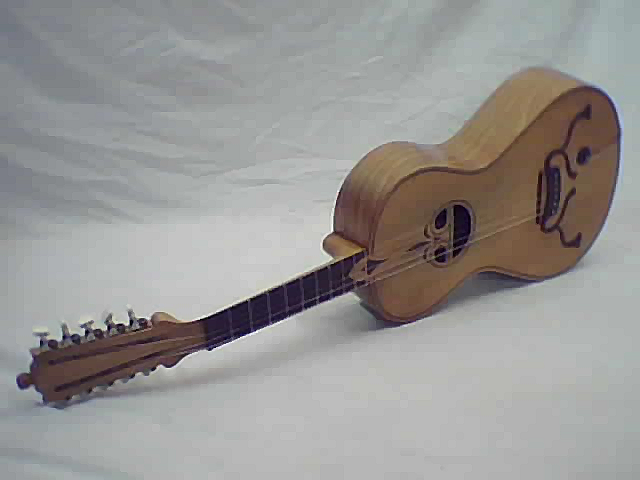
Viola braguesa.

Geralmente, as ilhargas são feitas em nogueira, o tampo em pinho de Flandres, o braço em mogno, os interiores em casquinha ou choupo e a escala em pau-preto.

### Afinação
A viola amarantina possui 5 ordens de cordas duplas: as duas ordens mais agudas estão afinadas em uníssono, as três ordens mais graves estão afinadas em oitava.
Algumas fontes dão a seguinte afinação (de mais agudo a mais grave):
- Lá4 (uníssono)
- Mi4 (uníssono)
- Si3 (com oitava acima)
- Lá3 (com oitava acima)
- Ré3 (com oitava acima)

Outras fontes dão afinações um tom acima ou um tom abaixo, ou ainda pela chamada “moda velha” :
- Lá4 (uníssono)
- Fá♯4 (uníssono)
- Si3 (com oitava acima)
- Sol3 (com oitava acima)
- Ré3 (com oitava acima)

Em Cabo Verde as afinações variavam consoante a ilha, às vezes consoante o músico, mas a afinação mais frequente era similar à guitarra (sem a corda mais grave):
- Mi4 (uníssono)
- Si3 (uníssono)
- Sol3 (com oitava acima)
- Ré3 (com oitava acima)
- La2 (com oitava acima)

## Viola beiroa

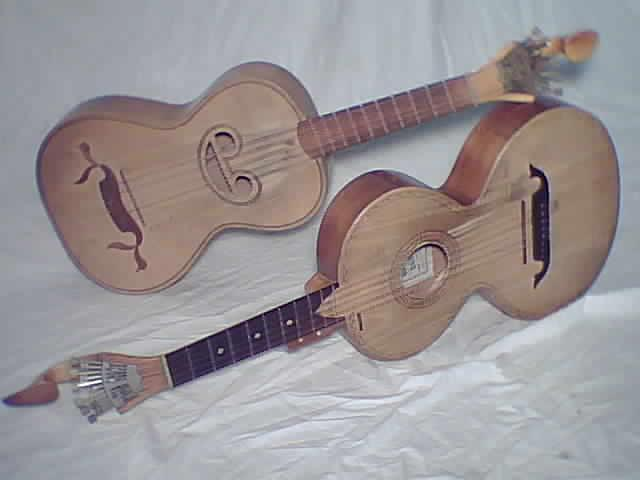
Viola beiroa (à frente, em baixo).

A viola beiroa, também designada de viola de Castelo Branco, bandurra ou simplesmente viola é típica da região da Beira Baixa. Algumas fontes também referem a viola beiroa requinta que, pelo nome, deve se tratar de um tamanho menor afinado uma quinta acima.

### Descrição
O seu comprimento é de cerca de 80 cm, tem uma caixa com um enfranque muito apertado, e uma boca de abertura circular. A cabeça é plana, ligeiramente inclinada em relação ao braço, e com uma forma retangular, com cravelhas. Excecionalmente pode ter a forma de leque como na guitarra portuguesa.
Geralmente, as ilhargas são feitas em cerejeira ou madeira de Austrália, o tampo em pinho de Flandres, o braço em mogno, os interiores em casquinha ou choupo e a escala em pau-preto.

### Afinação
A viola beiroa possui 5 ordens de cordas duplas: as duas ordens mais agudas estão afinadas em uníssono e as três ordens mais graves estão afinadas em oitava. Para além disso, a viola beiroa possui mais duas cordas simples, cujas cravelhas estão situadas no fundo do braço, no ângulo que este faz com a caixa. Estas duas cordas são tocadas soltas e têm o nome de requintas.
Algumas fontes dão a seguinte afinação (de mais agudo a mais grave):
- Ré4 (uníssono)
- Si3 (uníssono)
- Sol3 (com oitava acima)
- Ré3 (com oitava acima)
- Lá2 (com oitava acima)
- Ré5 (as duas cordas soltas)

Outras fontes dão uma afinação similar à viola amarantina e à viola braguesa:
- Lá4 (uníssono)
- Mi4 (uníssono)
- Si3 (com oitava acima)
- Lá3 (com oitava acima)
- Ré3 (com oitava acima)
- Ré5 (as duas cordas soltas)

## Viola braguesa

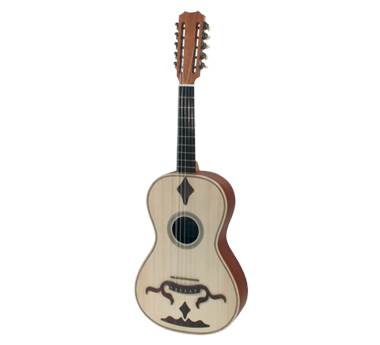
Viola Braguesa

A viola braguesa, também designada como viola-de-Braga ou de Bragança, é uma  viola típica da região do Minho e de Trás-os-Montes. É um instrumento do nordeste de Portugal. Para além do tamanho mais comum, também existe a meia-viola braguesa, afinada uma terça acima, e a viola braguesa requinta afinada uma quinta acima. É tocada de rasgado, com todos os dedos percorrendo as cordas.
Vários conjuntos de cariz tradicional continuam hoje a integrar a viola braguesa na sua música. O álbum de Júlio Pereira, Braguesa (1983), foi o seu primeiro impulsionador. Mas foi com os Diabo na Cruz, primeiro com B Fachada e agora nas mãos do músico Sérgio Pires, que a viola braguesa saltou para outros ambientes e chegou a novos públicos, pela forma como a encaixaram numa banda que, tendo inspiração no folclore português, toca fundamentalmente rock.

### Descrição
O seu comprimento é de cerca de 90 cm (77 cm na viola braguesa requinta) e tem 10 cordas. A boca geralmente tem a abertura com uma forma chamada “boca de raia”, mas também pode ser circular nos instrumentos mais antigos e na viola braguesa requinta. A cabeça geralmente é plana, ligeiramente inclinada em relação ao braço, e com uma forma trabalhada com motivos florísticos, com uma fenda longitudinal, com cravelhas. No entanto, pode aparecer com uma forma retangular com uma fenda longitudinal, com cravelhas, similar à viola amarantina, ou até, em instrumentos mais antigos e na viola braguesa requinta, ser similar a cabeças de guitarras, com duas fendas longitudinais e o eixo dos carrilhões paralelo à cabeça. Excecionalmente, a cabeça pode também ter o formato de leque, similar à guitarra portuguesa. O cavalete também é extremamente trabalhado.
Geralmente, as ilhargas são feitas em madeira de Austrália ou nogueira, o tampo em pinho de Flandres, choupo ou tília, o fundo em nogueira, o braço em choupo, plátano, amieiro, tília, castanho ou mogno, os interiores em casquinha ou choupo e a escala em pau-preto.

### Afinação
A viola braguesa possui 5 ordens de cordas duplas: as duas ordens mais agudas estão afinadas em uníssono, as três ordens mais graves estão afinadas em oitava.
Algumas fontes dão a seguinte afinação (de mais agudo a mais grave), conhecida por moda velha:
- Lá4 (uníssono)
- Mi4 (uníssono)
- Si3 (com oitava acima)
- Lá3 (com oitava acima)
- Ré3 (com oitava acima)

A viola braguesa em S. João de Vêr "Terras da Feira" tem a seguinte Afinação:
(nº de cordas de cima para baixo) 
1ª - Dó - Corda Fina (1 oitava acima)
2ª - Dó - Bordão
3ª - Sol - Corda Fina (1 oitava acima)
4ª - Sol - Bordão
5ª - Lá - Corda fina ((1 oitava acima)
6ª - Lá - Bordão
7ª e 8ª - Ré - Corda fina (uníssono)
9ª e 10ª - Sol - Corda fina (uníssono)
Outras fontes dão afinações um tom acima, um tom abaixo, uma afinação similar à guitarra (sem a corda mais grave), uma afinação similar à guitarra portuguesa (sem a corda mais grave) .
A meia-viola braguesa é afinada uma terça acima:
- Dó5 (uníssono)
- Sol4 (uníssono)
- Ré4 (com oitava acima)
- Dó4 (com oitava acima)
- Fá3 (com oitava acima)

Muitos tocadores afinam pela chamada “moda nova” :
- Lá4 (uníssono)
- Fá♯4 (uníssono)
- Si3 (com oitava acima)
- Sol3 (com oitava acima)
- Ré3 (com oitava acima)

e na viola braguesa requinta:
- Mi5 (uníssono)
- Dó♯5 (uníssono)
- Fá♯4 (com oitava acima)
- Ré4 (com oitava acima)
- Lá3 (com oitava acima)

## Viola campaniça
A viola campaniça, também designada de viola de Beja ou simplesmente viola é típica da região do Alentejo. É tocada de dedilho, apenas com o polegar.

### Descrição
O seu comprimento é de cerca de 110 cm, tem uma caixa com uma parte muito apertada, e uma boca de abertura circular. A cabeça é plana, ligeiramente inclinada em relação ao braço, e com uma forma retangular, com cravelhas.
Geralmente, as ilhargas são feitas em madeira de Austrália, o tampo em pinho de Flandres, o braço em mogno, os interiores em casquinha ou choupo e a escala em pau-preto.

### Afinação
A viola campaniça possui 5 ordens de cordas: as três ordens mais agudas são duplas e estão afinadas em uníssono, as duas ordens mais graves são triplas estão afinadas em oitava.
Algumas fontes dão a seguinte afinação (de mais agudo a mais grave):
- Si3 (uníssono)
- Sol3 (uníssono)
- Mi3 (uníssono)
- Lá2 (com oitava acima)
- Mi2 (com oitava acima)

Outras fontes dão uma afinação uma terça abaixo:
- Sol3 (uníssono)
- Mi3 (uníssono)
- Dó3 (uníssono)
- Fá2 (com oitava acima)
- Dó2 (com oitava acima)

## Viola de arame
A viola de arame, é o nome dado a três violas típicas dos Açores e da Madeira. São bastante similares entre si, mas apresentam pequenas diferenças conforme a ilha em que são construídas.

### Viola de arame madeirense

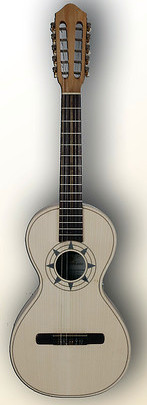
Viola de arame madeirense.

A viola de arame madeirense, viola da Madeira ou simplesmente viola é típica da ilha da Madeira.

#### Descrição
O seu comprimento é de cerca de 87 cm. A boca geralmente tem a abertura circular. A escala é saliente em relação ao tampo, e estende-se por cima deste até à boca. A cabeça geralmente é plana, ligeiramente inclinada em relação ao braço, e com uma forma retangular com cravelhas.
Geralmente, as ilhargas são feitas em madeira de Austrália, o tampo em pinho de Flandres, o braço em choupo, os interiores em casquinha ou choupo e a escala em pau-preto.

#### Afinação
A viola madeirense possui 5 ordens de cordas: a primeira e a segunda ordem são duplas e estão afinadas em uníssono, as duas ordens mais graves são duplas e estão afinadas em oitava, enquanto que a terceira ordem é dupla e pode ser afinada em oitava ou uníssono.
Algumas fontes dão a seguinte afinação (de mais agudo a mais grave):
- Ré4 (uníssono)
- Si3 (uníssono)
- Sol3 (uníssono ou oitavado)
- Ré3 (com oitava acima)
- Sol2 (com oitava acima)

### Viola de arame micaelense
A viola de arame micaelense, viola da terra ou simplesmente viola é típica da ilha de São Miguel.

#### Descrição
O seu comprimento é de cerca de 87 cm. A boca geralmente tem a abertura com a forma de dois corações. A escala é saliente em relação ao tampo, e estende-se por cima deste até à boca. A cabeça geralmente é plana, ligeiramente inclinada em relação ao braço, e com uma forma retangular, com cravelhas.
Geralmente, as ilhargas são feitas em nogueira, o tampo em pinho de Flandres, o braço em mogno ou choupo, os interiores em casquinha ou choupo e a escala em pau-preto.

#### Afinação
A viola micaelense possui 5 ordens de cordas: as três ordens mais agudas são duplas e estão afinadas em uníssono, as duas ordens mais graves são triplas e estão afinadas em oitava.
Algumas fontes dão a seguinte afinação (de mais agudo a mais grave):
- Ré4 (uníssono)
- Si3 (uníssono)
- Sol3 (com oitava acima)
- Ré3 (com oitava acima)
- Lá2 (com oitava acima)

### Viola de arame terceirense
A viola de arame terceirense, viola da terra ou simplesmente viola é típica da ilha Terceira.

#### Descrição
O seu comprimento é de cerca de 87 cm. A boca geralmente tem a abertura circular. A escala é saliente em relação ao tampo, e estende-se por cima deste até à boca. A cabeça geralmente é plana, ligeiramente inclinada em relação ao braço, e com uma forma retangular, com cravelhas.
Geralmente, as ilhargas são feitas em nogueira, o tampo em pinho de Flandres, o braço em mogno, os interiores em casquinha ou choupo e a escala em pau-preto.

#### Afinação
A viola terceirense possui 5 ordens de cordas: as duas ordens mais agudas são duplas e estão afinadas em uníssono, as três ordens mais graves são triplas e estão afinadas em oitava.
Algumas fontes dão a seguinte afinação (de mais agudo a mais grave):
- Mi4 (uníssono)
- Si3 (uníssono)
- Sol3 (uníssono)
- Ré3 (com oitava acima)
- Lá2 (com oitava acima)

existe também a viola de 15 cordas, com uma sexta ordem de cordas triplas:
- Mi4 (uníssono)
- Si3 (uníssono)
- Sol3 (uníssono)
- Ré3 (com oitava acima)
- Lá2 (com oitava acima)
- Mi2 (com oitava acima)

e por fim, existe também a viola de 18 cordas, com uma sétima ordem de cordas triplas, afinada ao gosto do tocador.

## Viola toeira
A viola toeira, também designada de viola de Coimbra ou simplesmente viola é típica da região da Beira Litoral.

### Descrição
O seu comprimento é de cerca de 86 cm, e uma boca de abertura oval. A cabeça é plana, ligeiramente inclinada em relação ao braço, e com uma forma trabalhada com motivos florísticos, com uma fenda longitudinal, com cravelhas. Mas pode também ser similar a cabeças de guitarras, com duas fendas longitudinais e o eixo das carrilhões paralelo à cabeça. O cavalete também é extremamente trabalhado.
Geralmente, as ilhargas são feitas em pau-santo, o tampo em pinho de Flandres, o braço em mogno, os interiores em casquinha ou choupo e a escala em pau-preto. O botão incrustado junto às cravelhas é de madrepérola.

### Afinação
A viola toeira possui 5 ordens de cordas: as três ordens mais agudas são duplas e estão afinadas em uníssono, as duas ordens mais graves são triplas estão afinadas em oitava.
Algumas fontes dão a seguinte afinação (de mais agudo a mais grave):
- Mi4 (uníssono)
- Si3 (uníssono)
- Sol3 (uníssono)
- Ré3 (com oitava acima)
- Lá2 (com oitava acima)